# Toechorychus cassunungae
Toechorychus cassunungae är en stekelart som först beskrevs av Brauns 1905.  Toechorychus cassunungae ingår i släktet Toechorychus och familjen brokparasitsteklar. Inga underarter finns listade i Catalogue of Life.